# Подкрај при Межици
Подкрај при Межици (словен. Podkraj pri Mežici) је насељено место у општини Межица, Корушка регија, Словенија.

## Историја
До територијалне реорганизације у Словенији био је у саставу старе општине Равне на Корошкем.

## Становништво
У попису становништва из 2011. године, Подкрај при Межици је имао 113 становника.
| Број становника према пописима | Број становника према пописима | Број становника према пописима |
| ------------------------------ | ------------------------------ | ------------------------------ |
| 1991                           | 2002                           | 2011                           |
| 128                            | 130                            | 113                            |

Напомена: До 1953. исказивано под именом Свети Јуриј. Године 1970. извршена је мања размена територија између насеља Межица и Подкрај при Межици. Године 1992. умањено за део насеља који је припојен насељу Межица.